# IC 1393
IC 1393 је лентикуларна галаксија у сазвјежђу Јарац која се налази на листи објеката дубоког неба у Индекс каталогу.
Деклинација објекта је - 22° 24' 40" а ректасцензија 21h 40m 14,1s. Привидна величина (магнитуда) објекта IC 1393 износи 14,3 а фотографска магнитуда 15,3. IC 1393 је још познат и под ознакама ESO 531-20, MCG -4-51-8, NPM1G -22.0352, AM 2137-225, PGC 67148.